# M240機関銃
M240機関銃（M240きかんじゅう、M240 Machine Gun）は、アメリカ軍で使用されている、7.62x51mm NATO弾を使用する中量級の汎用機関銃である。

## 概要
基本的には、NATO加盟国軍が採用しているFN MAGをアメリカ軍向けに改修設計したもので、他の機関銃と違い、まず同軸機銃として採用され、後に歩兵用に採用されたという経緯を持っている。
1970年代から使用され始め、歩兵部隊、戦車の同軸機銃、車両・ヘリコプター・舟艇への搭載用まで幅広く運用されている。中量級の機関銃としてはもっとも軽く、高い信頼性を持っている。また、結果的にNATO諸国との火器の標準化を果たしたこととなり、これらの点が高く評価されている。
M240の制式名はシリーズ全体を識別するために割り振られている。しかし、この他にも特殊モデルや同軸機銃モデルが存在する。多数の派生型が運用に就いているが、大まかには次のように分類される。
M240
1977年に陸軍が戦車の同軸機銃として採用した。このバージョンはFN MAGの改修型であり、それまでのM60E2やM73A1（M219）などの従来の同軸機銃（MG3やAA-52の同軸機銃バージョンも含む）を置き換えた。1980年代には、M1エイブラムス戦車の同軸機銃として採用された。
M240E1
1980年代に海兵隊が装甲車搭載機銃として採用した。ピストルグリップにかわりスペードグリップを持ち、銃床は装着されない。
M240B
1991年から陸軍が地上戦用として配備し始めたバージョン。油圧式の反動吸収バッファと前部過熱ガード（ヒートシールド）を装備している。ガスレギュレーターは常時固定式のため、調節はできない。M60を始めとする他の軽機関銃を置き換えるために採用された。
M240G
1994年に、M60に代わり海兵隊が採用し始めたバージョンで、歩兵が携行する他、車両搭載用としても採用された。
すべてのモデルは、射撃直後に自動分解する金属製M13 リンクにより7.62x51mm NATO弾（通常弾、曳光弾、徹甲弾など）を給弾する方式となっている。これらの派生型は全て機関部が共通となっており、重要パーツすら他のモデルやNATO加盟国のFN MAG（またはその派生型）と交換が可能になっている。これらのモデルとM240の主要な相違点は、重量と若干の特徴（反動吸収バッファなど）である。製造は、武器に関して長い歴史を持つFN社の、アメリカ子会社で行われている。

## 歴史と設計

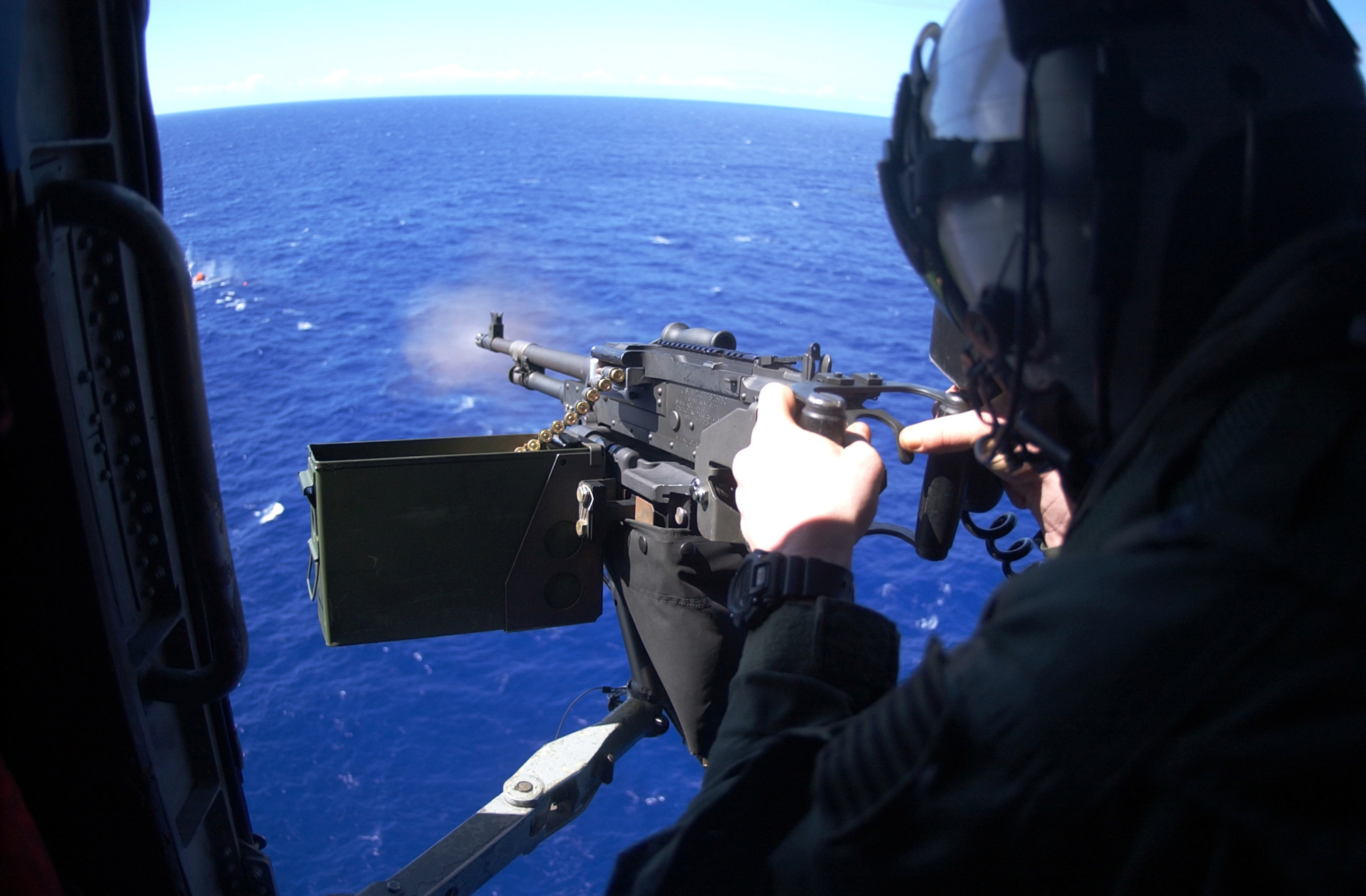
対潜ヘリ飛行隊HS-8のSH-60F シーホーク搭載M240Dで射撃訓練を行うアメリカ海軍の兵士（2003年）

M240は、アメリカ軍のための汎用機関銃として選ばれ、サウスカロライナ州コロンビアにあるFN Manufacturingで製造されている。異なる役割のために多数の派生型が運用されているが、特に戦車の同軸機銃として使われているM60機関銃が減耗して使用できなくなり次第、順次M240に交換されていった。
M240は、ベルト給弾式・ガス圧利用式・空冷式・ヘッドスペース固定式の機関銃である。用途により二脚、またはM122A1三脚で運用されるか、あるいは車両の同軸機銃・搭載機銃、ヘリコプター用のドアガン、舟艇用の搭載機銃として使用される。しかしながら、未だにM60が車輌搭載機銃・ヘリコプター用ドアガンとして残っている。
1977年に陸軍により戦車の同軸機銃として初めて使用され、以来ゆるやかに1980年代-1990年代にかけて各種用途に採用されてきた。以後、陸軍と海兵隊の歩兵部隊のために汎用機関銃として採用され、これらの実績がさらに用途を広げることとなった。どのような用途に対しても、機関部の基本的な機構は同一であるため、従来の各種機関銃、特にM60に比べてメンテナンスや部品交換に融通が利くこともこの傾向を後押しした。M240はM60よりはるかに複雑なガス反動システムを持つが、より低いメンテナンス要件でより高い信頼性を確保している。
他の機関銃と比較して重いこともあり、動作不良発生平均間隔弾数（MRBF：Mean Rounds Between Failure）が26,000発と、古い設計の重機関銃と同程度の信頼性があると実証されている。
M240とM60、およびいくつかのM249軽機関銃は、開発中の新軽機関銃（JSSAP/PMSW）に置き換えられる予定である。同様にFN社の製品であるSOCOM用途の新7.62mm機関銃Mk 48（M249を大口径にして全体を小型にした派生型）は、2006年から特殊部隊で採用され始めている。

### 初期の歴史

#### 試験と派生
M240の採用にあたっては、1960年代後期-1970年代初期にわたって検討された7.62mm同軸機銃（およびM85 50口径（12.7mm）同軸機銃）更新プロジェクトが発端となっている。この計画は、1980年代から運用する同軸機銃を選定することが主目的であったが、同時に歩兵用途・車両搭載用途としても転用できるように考慮したものであった。さらに、1990年代-2000年代にかけて、別の用途にも応用できるように見越してあった。
この計画が進行している間、1970年代に陸軍は装甲車・車両搭載用の新しい7.62mm機関銃を探していた。1950年代のM73はトラブルが多く、これを元に開発されたM73E1・M219は大して改善されなかった。このため、他国のいくつかの機関銃を採用することも検討され、最終的にはM60E2とFN MAGに絞られた。M219を含め、これらは大規模な射撃試験にかけられた。
採用経緯から、特に二つの重要な要因が重点的に試験された。
- 射撃停止発生平均間隔弾数 MRBS（Mean Rounds Between Stoppages、数分以内に解決するジャム）
- 動作不良発生平均間隔弾数 MRBF（Mean Rounds Between Failure、例えば部品の破損）

この試験の評価結果は下記の通り。
| 形式       | 発射弾数 | MRBS  | MRBF  |
| ---------- | -------- | ----- | ----- |
| FN MAG 58  | 50,000   | 2,962 | 6,442 |
| M60E2      | 50,000   | 846   | 1,669 |
| M219       | 19,000   | 215   | 1,090 |
| 基準最低値 |          | 850   | 2,675 |
| 要求最低値 |          | 1,750 | 5,500 |

注意すべき点は、このリザルトは1970年代に製造されたものの試験結果であるということである。M240自体もFN MAGに対して幾分かの改良を施され、M60E2も同軸機銃版に特化された。M60の性能は派生型により異なり、改良された派生型、例えばM60E4やM60Cでは結果が異なることが予想される。
テストの結果、FN MAGのみが完全に要求を満たし、満足できる結果を出して陸軍のコンペに勝利し、1977年に「M240」という名称で制式化された。1980年代の間に同軸機銃と車両搭載用機銃を置き換えた。後に歩兵部隊用にM240B・M240Gとして採用された。1991年から陸軍の作戦で運用され、また、海兵隊においては摩耗したM60E3を置き換えるために配備された。ただし、必ずしもM60のすべての用途をM240が置き換えるという訳ではない。

## 派生型
M240の元となった7.62x51mm NATO弾使用のFN MAGは、MAG 58などの異名を持つ。
アメリカで製造されたM240とその派生型はMAG 58と基本的に同じ性能を持ち、内部機構も同一であるため、NATO加盟国間で消耗品や交換部品を相互に使うことができる。これは、訓練・兵站・戦術的な融通・共同作戦を行うにあたって重要な利点となる。例えば、車両が攻撃を受けるか行動不能に陥り、車両を放棄せざるを得なくなった場合、持ち運んで使用することができるように、車両にM240Bの予備の銃床と二脚を搭載しておくといったことが可能となる。

### M240
1977年に基本型として陸軍により採用された同軸機銃で、1980年代を通してM73およびM219 7.62mm同軸機銃とM85 12.7mm同軸機銃を置き換えた。海兵隊はまず、M240やM240E1をLAV-25装甲車の同軸機銃として搭載した。
同軸機銃・搭載機銃用の派生モデルにM240Cがある。

### M240B / M240E4

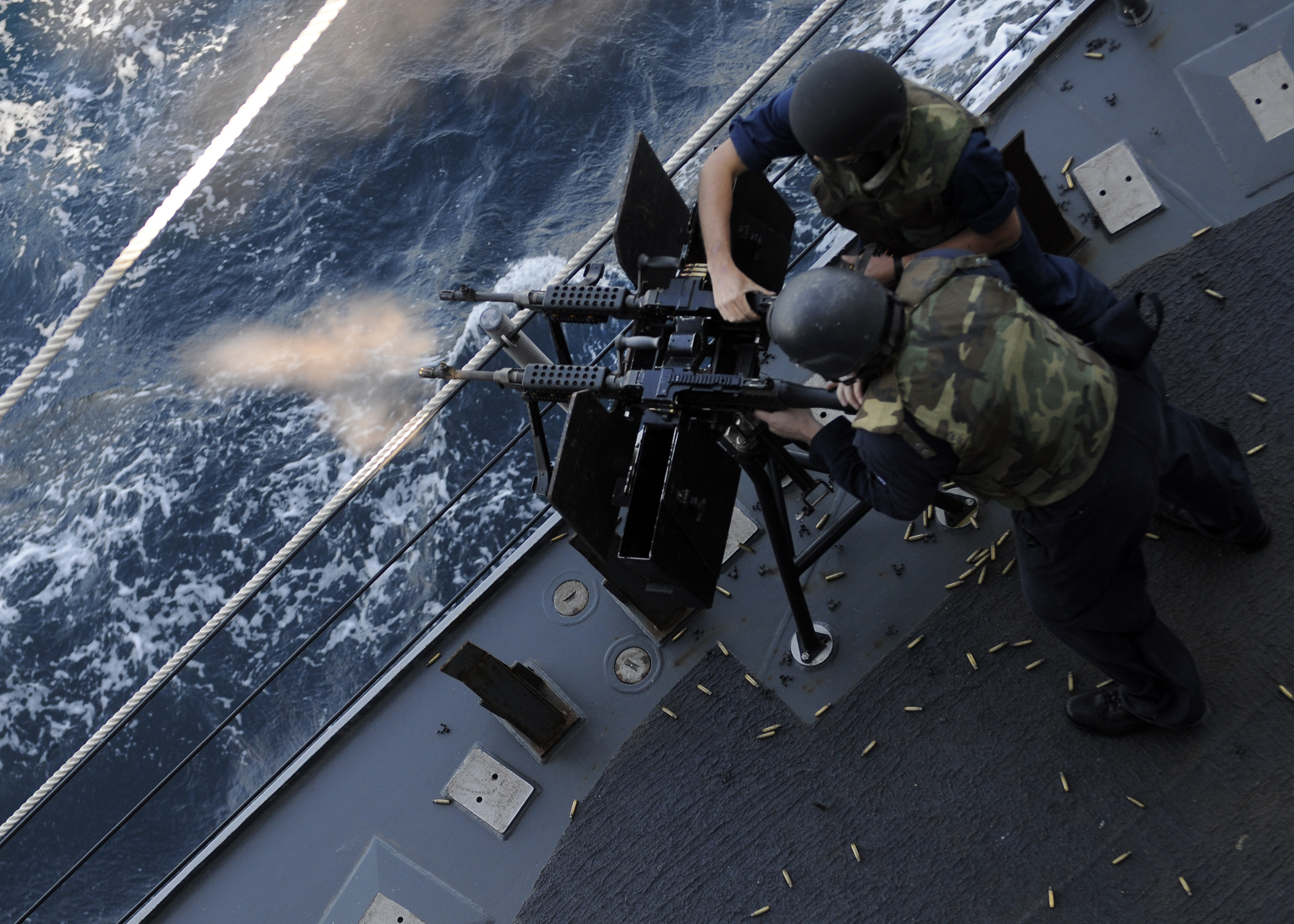
アメリカ海軍のミサイル巡洋艦「バンカー・ヒル」艦上で二連装M240Bを用いて射撃訓練を行う乗組員（給弾に影響しない様に左右それぞれ給弾方向が違う）

M240Bは、陸軍における標準的な中量級機関銃であり、地上戦に使用される。しばしば「240 ブラボー（240 Bravo）」と呼ばれる。
旧式のM60機関銃を置き換えるため、1991年に行われた陸軍の新歩兵部隊用機関銃コンペにおいて、M60E4（海軍名 Mk.43）と競い、1991年にM240Bとして制式採用された。このことは、1,000挺近い既存のM240基本型を、オーバーホールを行った上で地上戦用改修キット（銃床、ピカティニー・レール含む）を取り付けるためにFN社に送ることに結びついた。さらに、1990年後半に新しいM240Bを調達する契約に結びついた。
ただし、後期に調達されたものは、M60にも採り入れられた油圧式反動バッファの取り付けが行われている。M240Bは信頼性においてM60を凌駕したが、M60E4よりも2.5kg重いため、前述の通り新しい軽量機関銃が計画されている。陸軍のM240からM240Bへの改修と、海兵隊の多数のM240/M240E1からM240Gへの改修とは混同されやすいが、別のものである。
2016年より、陸上自衛隊では国産品の調達を休止して本銃をAAV7用に調達している。

### M240C

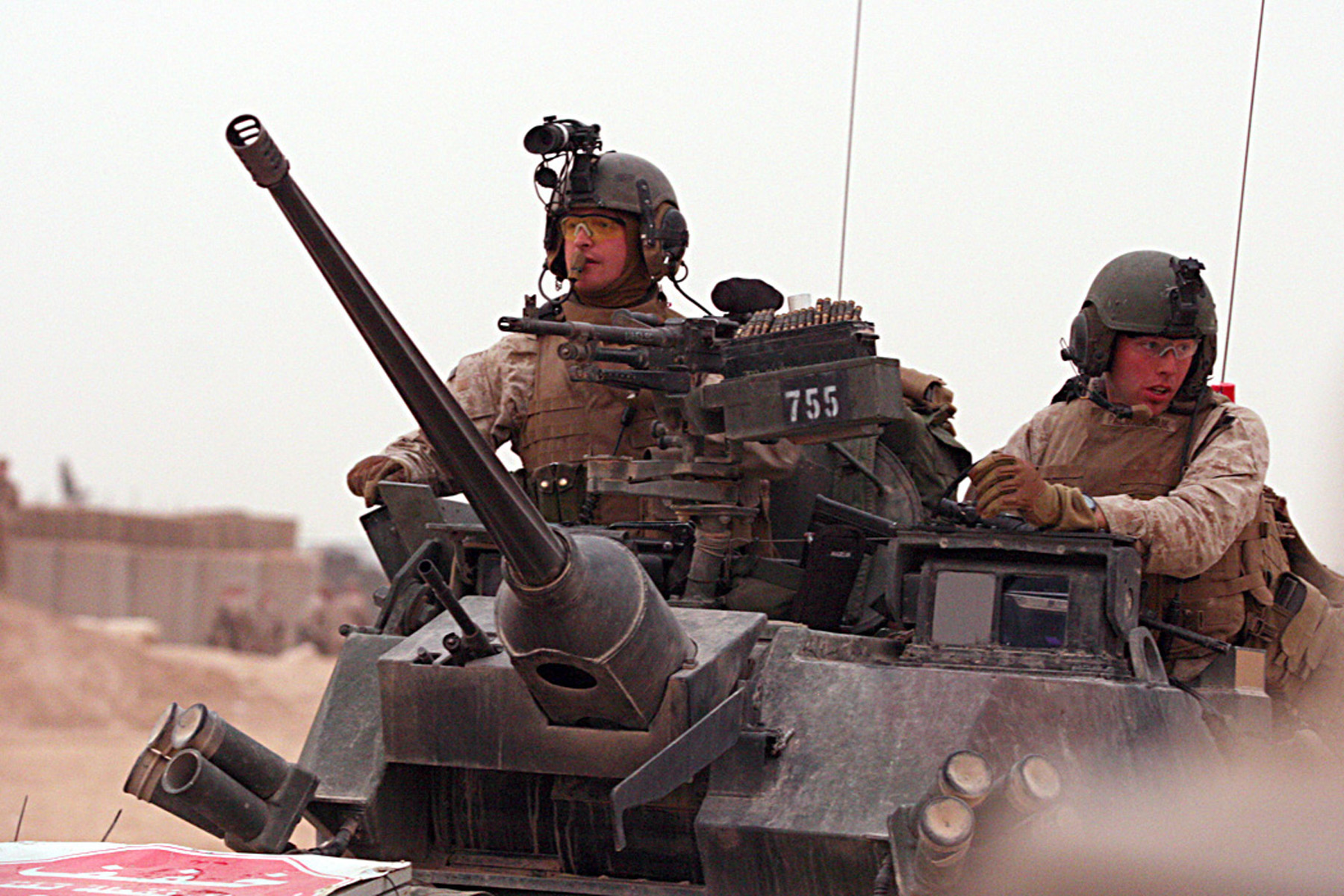
アメリカ海兵隊のLAV-25装甲車の砲塔。M240C同軸機銃とは別に、砲塔上にM240E1を搭載している

M240Cは、M240同軸機銃を逆側（左側）から給弾するようにしたバージョンであり、電気式トリガーを採用している。
M2ブラッドレー歩兵戦闘車とLAV-25歩兵戦闘車・M1エイブラムス戦車に搭載されている。

### M240D / M240E1
M240Dは、2通りの使用法を想定している。航空機搭載用と車載機銃用である。
航空機版に用意されたM240Dは、前部照準と後部照準、引き金まわりがスペードグリップ仕様（銃床の代わりにハンドルと引き金が付いている）になっている。車載機銃版は「歩兵携行キット（Infantry modification kit）」が用意され、車両が行動不能になった際に、機銃を取り下ろしキットを装着することで携行し、脱出時・緊急時の火力を上げられるように設計されている。
M240E1そのものはM240Dの改修版で、主に機関部カバーへのピカティニー・レールの取り付けが特徴になっている。M240DとM240E1はスペードグリップにより、柔軟な運用ができる。

### M240G

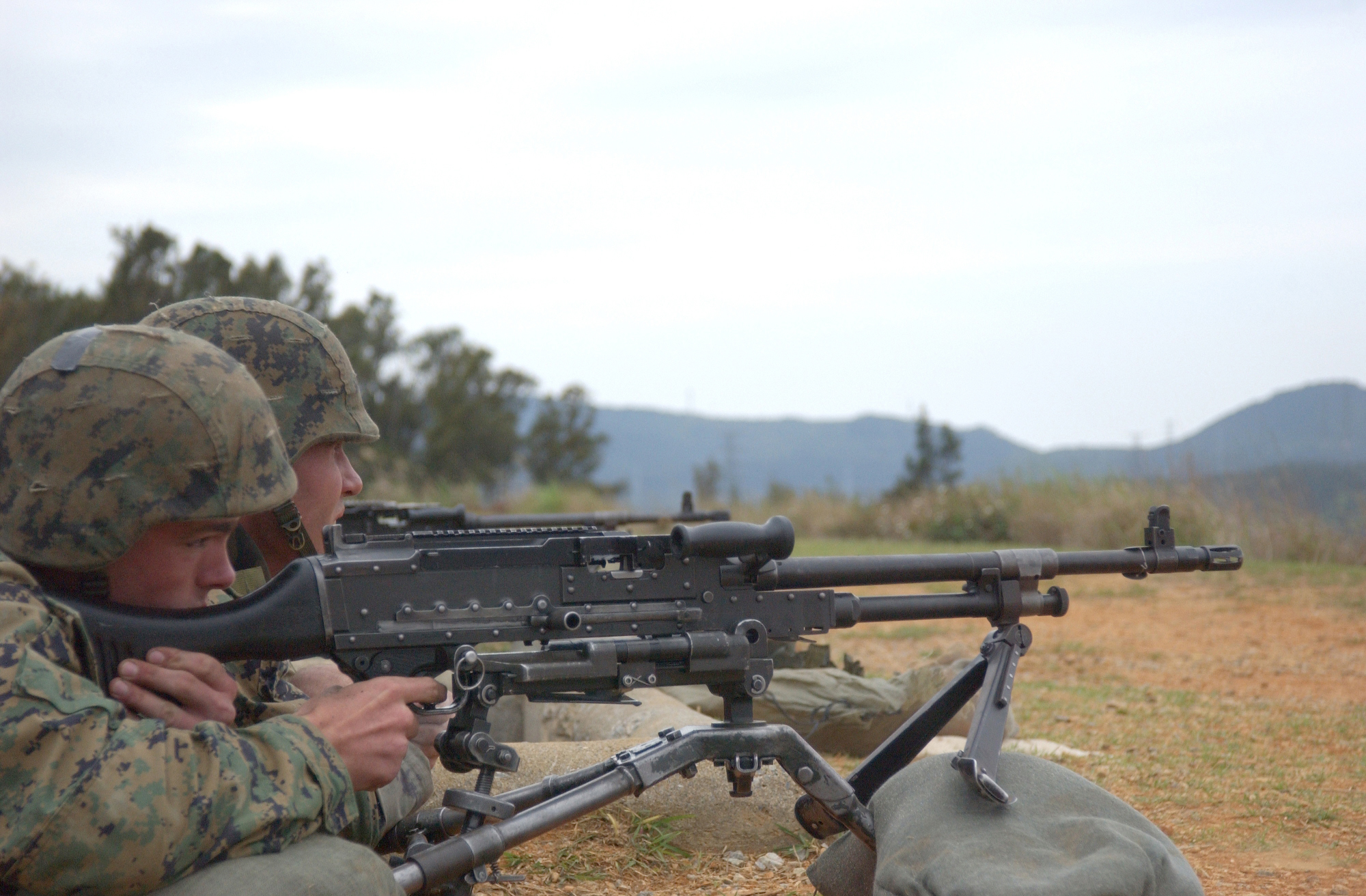
沖縄のキャンプ・ハンセンで三脚装着のM240Gを使用して射撃訓練を行うアメリカ海兵隊の兵士

M240Gは、アメリカ海兵隊が採用したM240の派生型の一つであり、しばしば「240 ゴルフ（240 Golf）」と呼ばれる。海兵隊ではM60E3をM240Gで置き換えている。海兵隊でのM240Gの運用は、歩兵用、車載用、ヘリ搭載用と、幅広い。
M240G自体は、車載機銃として最初に採用されたオリジナルのM240/M240E1同軸機銃と同一設計である。M240G付属の「歩兵携行キット」は、フラッシュハイダー、前部照準、銃身用キャリングハンドル、銃床、歩兵型ピストルグリップ、二脚、後部照準ASSY）からなる。これらを全て装着しても、M240Bよりも1kgほど軽くなる。
- 製造者：FN マニュファクチュアリング（FN社のアメリカ子会社）
- 全長：1,246.6mm
- 重量：11.6kg
- 口径：7.62mm
- 最大有効射程：1,800m（三脚使用時）
- 最大射程：3,725m
- 発射速度
  - 間欠的：650-950発/分（調整可能）
  - 急速射撃：200発/分
  - 持続射撃：100発/分
- 調達価格：6,600ドル

### M240E5 / M240H
M240Hは、M240Dの改修型であり、しばしば「240 ホテル（240 Hotel）」と呼ばれる。機関部にピカティニー・レールを取り付け、また、予めフラッシュハイダーが取り付けられているため、歩兵携行キットの取り付けが簡単になっている。

### M240E6

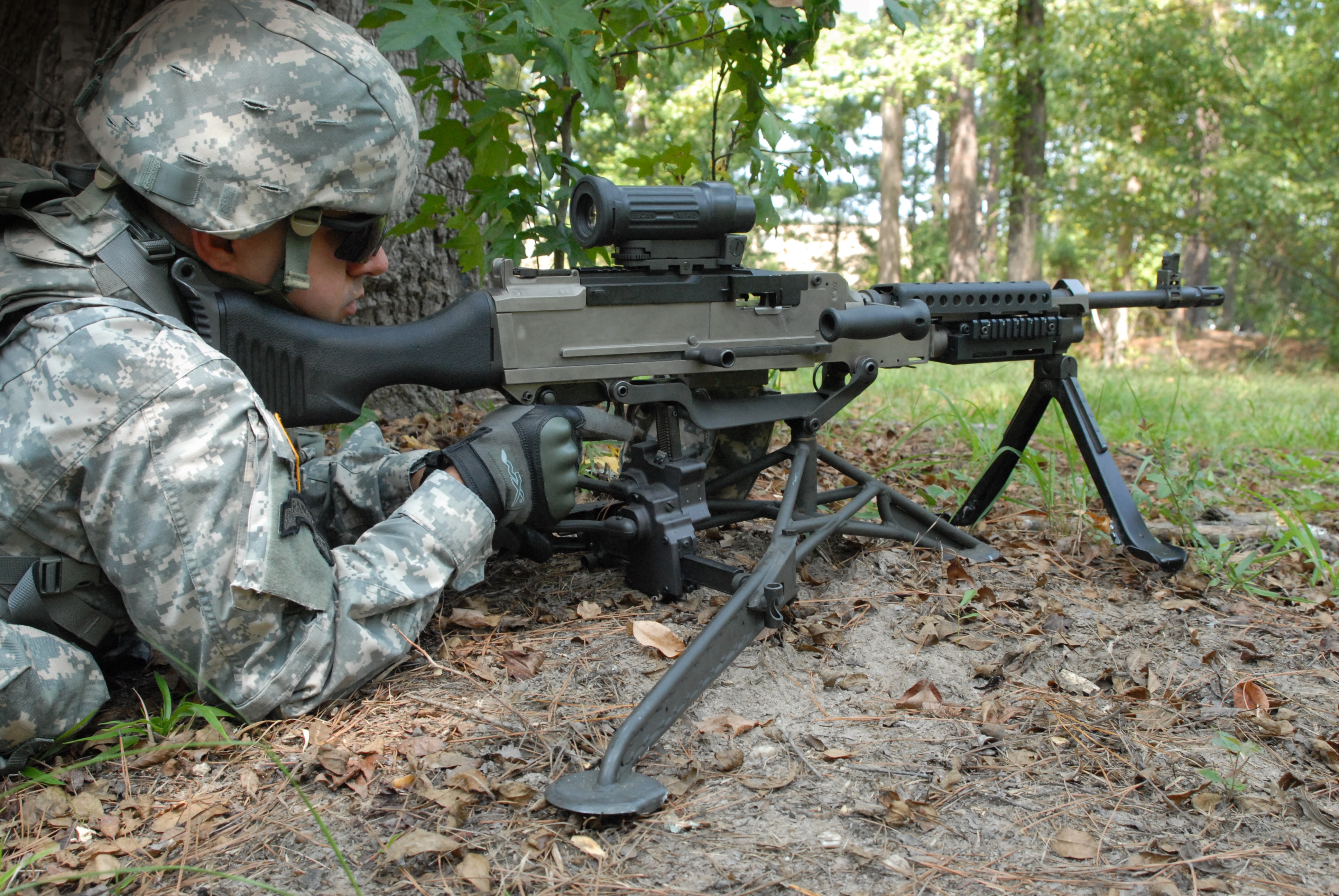
M192三脚に載せたM240E6、機関部の材質がチタン合金であるため、色が違う

M240E6は、現在テスト中の次世代バージョンである。基本的な歩兵用モデルのうち、特に問題になっている重さの問題を解決するために、機関部にチタン合金を使用して軽量化を図っている。

### M240L

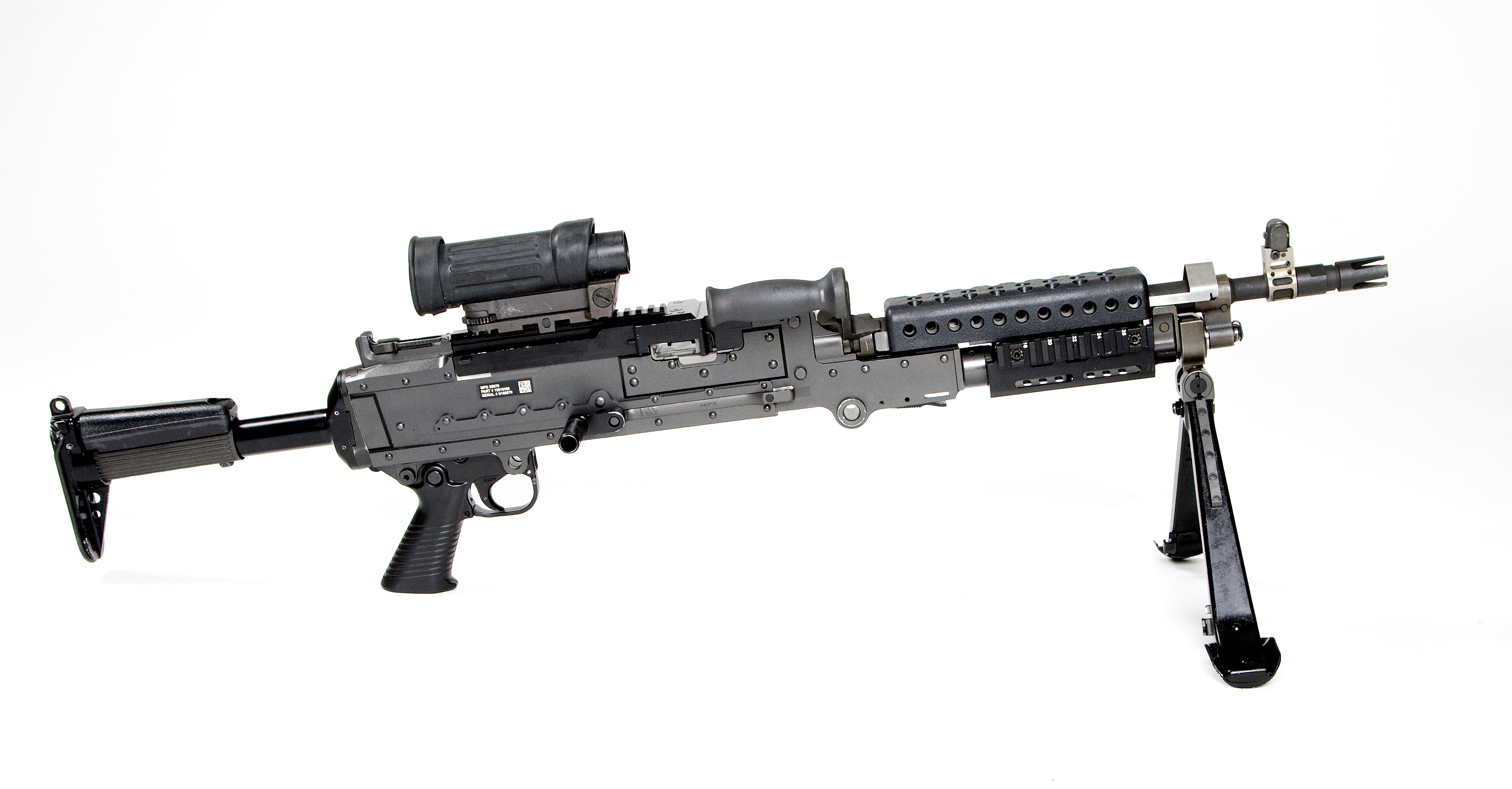
M240L

M240Lは、M240Bの軽量短銃身化モデル

## 操作方法

### 発射手順
発射可能にするには、まず安全装置を解除し、装填ハンドルを手前に引いて遊底（ボルト）を後退位置に固定し、装填ハンドルを前に押し出し、安全装置を掛ける。その後で給弾カバーを開き、給弾トレイに弾薬ベルトを載せる。給弾カバーを閉じれば全装填状態となり、安全装置を解除すれば発射可能となる。給弾カバーを閉じたまま、弾帯の初弾を給弾口に押し込み、その後で装填ハンドルを操作する方法でも装填可能である。
射撃が終わったあと、携行のためM240の弾薬を除去するためには、上記の要領で遊底を後退位置に固定し、安全装置を掛ける。給弾カバーを開け、もし給弾ベルトが残っていれば給弾トレイから外し、弾薬が薬室に残っていないかどうか、給弾トレイと遊底の前面を目視で確認する。トレイ上に給弾リンクや空薬莢が残っていれば撤去する。
ごく稀なケースではあるが、もしも遊底の先端に実包が見えた場合は、清掃用ロッドか堅いものでゆっくり叩きながら実包を取り外す。もし薬室に実包が残っている場合、かつ、銃身が過熱している場合には、射手は給弾カバーが開けられた銃の機関部を直視しないように顔を背け、発射薬が暴発した（コックオフ）場合の被害が最低限にとどまるよう銃身を安全な方向に向け、可能であれば銃身がじゅうぶんに冷えるのを待ってから実包を取り外す。あるいは給弾カバーを閉じて安全装置を解除し、銃を安全な方向へ向け、トリガーを操作して薬室内の残弾を空撃ちするという非常手段もある。

### 発射速度の変更
発射速度は3段階に調整できる。第1段階では650ないし750発/分となっている。次いで第2段階の750ないし850発/分と、第3段階の850ないし950発/分である。これらの設定は、まず銃身を取り外し、ガス調整弁を取り外し、レギュレーターを回すことで変更可能である。第2段階以上では作動ガス圧を第1段階よりも高めることができるが、これは射撃や周囲環境によって銃が汚れて来て、すぐに清掃できないがなおも射撃を続けねばならない場合に行う緊急措置と考えるべきである。

### 銃身の交換方法
銃身は非常に素早く交換できる。M240の弾丸を除去した後、機関部の前方左側にある銃身交換ボタンを押しながら、銃身に取り付けられたキャリングハンドルを銃の右側から真上に回すと、銃身の固定が解かれる。ここでボタンを離し、機関部から外れた銃身を、キャリングハンドルを使って前方へ引き抜く。次に新しい銃身を差し込んで機関部にセットし、キャリングハンドルを右に倒して定位置にロックする。銃身をロックする際に金属音が鳴るが、このクリック音の数が2から7回であれば、銃身と遊底との位置関係（ヘッドスペース）が正常範囲であることを示す。
発砲が長時間におよんだ場合、むき出しの皮膚と銃身が触れないように気をつけなければならない。銃身は熱くないように見えても、第二度のやけどを起こすのに十分な熱をもっていることがある。このような銃身は暗視装置で見た場合、誰にでも明るく輝いて見える。

## 実戦報告
2002年4月にナティック兵士センター（Natick Soldier Center）は、アフガニスタンでのアナコンダ作戦でM240Bを使用した兵士から聴き取った結果を、次のように報告している。
実戦から得られたM240Bの戦訓

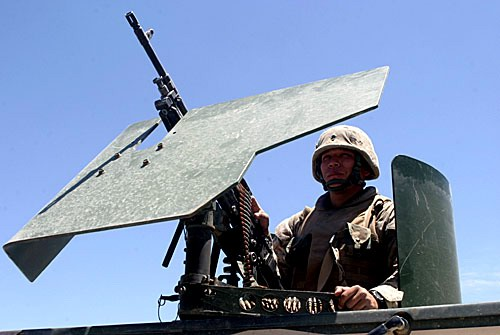
アフガニスタンの検問所で待機する海兵隊の兵士、2005年5月

- 17%の兵士が、装備していたM240Bで敵と交戦した。
- 42%の兵士は、アフガニスタンにおける部品調達（交換用銃身、ばね、小さいロールピン、T&Eピン、熱シールド、減耗したピン、予備銃身バッグ、清掃キット）が困難であるという問題を報告した。
- 1名の兵士は、戦闘中に二重給弾が発生したと報告した。
- 50%の兵士は、弾薬を運ぶより良い方法（弾薬バッグなど）が必要であると報告した。
- 100%の兵士は、彼らの武器に自信を持っていた。
- 82%の兵士は、M240Bが信頼できる武器であると感じた。
- 提案事項：スリング（吊りひも）の改善、軽量化、より耐久性の高い三脚と熱シールドが必要。

アメリカ陸軍の下士官たちが作った弾薬携行・補給弾システムにアイアンマン・システムがある。7.62mm弾を500発収納でき、M240に給弾する。MOLLEシステム（またはPouch Attachment Ladder System）のフレームやバックパックなどを使う。アフガニスタンで実験的に使用された。

## 登場作品

### 映画・テレビドラマ
『THE NEXT GENERATION -パトレイバー-』
『エンド・オブ・ホワイトハウス』
北朝鮮テロリストがゴミ回収車の荷台に搭載して使用し、シークレットサービスと警官を一掃する。
『ゴジラ キング・オブ・モンスターズ』
EOテック社製ホロサイトを装着したE1が登場。秘密機関モナークに所属するアメリカ陸軍兵士がV-22 オスプレイに搭載されている本銃をラドンに使用するが、全く効果がなかった。
『ジュラシック・ワールド』
インジェン社のセキュリティ部門（ACU）のエージェントがM240Bを使用する。
『ネイビーシールズ (2012年の映画)』
Mk5特殊任務艇に搭載されている。
『世界侵略: ロサンゼルス決戦』
CH-46E シーナイトやUH-1H ヒューイ、LAV-25に搭載されている。
『バイオハザードV リトリビューション』
モスクワエリアでの戦闘でバイクに乗ったプラーガアンデッドの内1体がM240Cを片手で使用する。
『バトルシップ』
アーレイ・バーク級ミサイル駆逐艦「ジョン・ポール・ジョーンズ」の乗員が、エイリアンの侵略兵器に対する一斉攻撃時に使用する。
『フォーリング スカイズ』
『ホワイトハウス・ダウン』
MH-60 ブラックホークにドアガンとしてM240Dが搭載されている。
『ローン・サバイバー』
アメリカ陸軍のCH-47F チヌークにドアガンとしてM240Dが搭載されており、ターリバーンに対して使用する。
『ワールド・ウォーZ』
イスラエル軍兵士がヘリからゾンビに向けて射撃する。

### アニメ・漫画
『OBSOLETE』
EP2にアメリカ海兵隊のM1エイブラムスとLAV-25の搭載されて登場。人型機械「エグゾフレーム」を用いる武装勢力への攻撃に使用される。
『ウォースパイト〜マルスの目〜』
『続・戦国自衛隊』
戦国時代にタイムスリップしたアメリカ海兵隊の装備として登場し、CH-46 シーナイトやLAV-25に搭載されている。

### ゲーム
『ARMA 2』
『MASSIVE ACTION GAME』
『Operation Flashpoint: Dragon Rising』
M1A2 エイブラムスとLAV-25の同軸機銃としてC型が、LAV-25の車載機銃としてG型が登場する。
『Wargame Red Dragon』
NATO陣営のアメリカ軍デッキで使用可能な機関銃として登場する。
『CoD4』
M1A2の搭載機銃として登場する。
『CoD:MW2』
軽機関銃枠に登場する。ちなみに、『コール オブ デューティシリーズ』内で唯一プレイヤーが使用できる（多作品では、もっぱらM1A2の搭載機銃として登場する）。
『CoD:G』
『CoD4』同様にM1A2に搭載されている。
『バトルフィールドシリーズ』
『BFBC2』
M1A2の同軸機銃としてC型が登場する。
『BF3』
援護兵の装備としてM240Bが登場する。また、M1A2やLAV-25などの各種装甲戦闘車両の同軸機銃としてC型が登場する。
『BF4』
援護兵の装備としてM240Bが登場する。
『BFH』
『メダル・オブ・オナー』